# Округ Еманјуел (Џорџија)
Еманјуел (енгл. Emanuel County) је округ у америчкој савезној држави Џорџија.

## Демографија
По попису из 2010. године број становника је 22.598, што је 761 (3,5%) становника више него 2000. године.
| Група             | 2000.          | 2010.          |
| Белци             | 13.663 (62,6%) | 13.733 (60,8%) |
| Афроамериканци    | 7.267 (33,3%)  | 7.562 (33,5%)  |
| Азијати           | 53 (0,2%)      | 154 (0,7%)     |
| Хиспаноамериканци | 745 (3,4%)     | 921 (4,1%)     |
| Укупно            | 21.837         | 22.598         |